# Argyrodes projeles
Argyrodes projeles là một loài nhện trong họ Theridiidae.
Loài này thuộc chi Argyrodes. Argyrodes projeles được Benoy Krishna Tikader miêu tả năm 1970.